# Calcio Catania 1985-1986
Questa voce raccoglie le informazioni riguardanti il Calcio Catania nelle competizioni ufficiali della stagione 1985-1986.

## Stagione
Nella stagione 1985-1986 il Catania disputa il campionato di Serie B, raccogliendo 36 punti si piazza in 12ª posizione, tre punti sulla zona retrocessione. Tre allenatori si sono alternati sulla panca etnea, nel tentativo di raddrizzare l'andamento di una stagione complicata, dove il Catania ha galleggiato nella mediocrità. Con 10 reti, di cui 6 calci di rigore, il miglior marcatore è stato Carlo Borghi. La stagione è iniziata e si è chiusa con Gennaro Rambone alla guida della squadra, tornato in sella dopo la sconfitta di Roma (1-0) con la Lazio, e portandola alla salvezza. Dalla 15ª alla 19ª ha allenato il Catania il tecnico della Primavera etnea Salvatore Bianchetti, poi dalla 20ª alla 28ª giornata è stata la volta di Antonio Colomban. Confermati i due brasiliani, il difensore Pedrinho ed il centrocampista Luvanor.
Anche in Coppa Italia il Catania non fa una bella figura, nel terzo girone di qualificazione, giocato prima del campionato ottiene due pareggi e tre sconfitte.

## Divise e sponsor
| Casa | Trasferta |

## Rosa
| N. |                    | Ruolo | Calciatore          |
| -- | ------------------ | ----- | ------------------- |
|    | Italia (bandiera)  | A     | Carlo Borghi        |
|    | Italia (bandiera)  | C     | Piero Braglia       |
|    | Italia (bandiera)  | D     | Calogero Breve      |
|    | Italia (bandiera)  | D     | Nazzareno Canuti    |
|    | Italia (bandiera)  | D     | Marco De Simone     |
|    | Italia (bandiera)  | C     | Claudio Galletta    |
|    | Italia (bandiera)  | D     | Nicola Garzieri     |
|    | Italia (bandiera)  | D     | Maurizio Longobardo |
|    | Italia (bandiera)  | D     | Maurizio Lubbia     |
|    | Brasile (bandiera) | C     | Luvanor             |
|    | Italia (bandiera)  | C     | Domenico Maggiora   |

| N. |                    | Ruolo | Calciatore            |
| -- | ------------------ | ----- | --------------------- |
|    | Italia (bandiera)  | A     | Roberto Mandressi     |
|    | Italia (bandiera)  | P     | Dario Marigo          |
|    | Italia (bandiera)  | D     | Claudio Onofri        |
|    | Italia (bandiera)  | P     | Marco Onorati         |
|    | Brasile (bandiera) | D     | Pedrinho              |
|    | Italia (bandiera)  | C     | Alessandro Pellegrini |
|    | Italia (bandiera)  | D     | Silvio Picci          |
|    | Italia (bandiera)  | D     | Rosario Picone        |
|    | Italia (bandiera)  | D     | Adriano Polenta       |
|    | Italia (bandiera)  | C     | Pietro Puzone         |

## Risultati

### Serie B

#### Girone di andata
| Arbitro: | Cornieti (Forlì) |

|                              |           |               |
| A. Pellegrini 36’ Puzone 86’ | Marcatori | 77’ Gentilini |

| Arbitro: | Fabricatore (Roma) |

|                     |           |               |
| Ugolotti 78’ (rig.) | Marcatori | 79’ Mandressi |

| Arbitro: | Ongaro (Rovigo) |

|                              |           |                                                      |
| Borghi 43’ (rig.) Puzone 87’ | Marcatori | 23’ Agostini 47’ Sala 65’ (rig.) Gibelini 80’ Traini |

| Arbitro: | Tubertini (Bologna) |

|                              |           |  |
| Trifunović 8’ G. Iachini 86’ | Marcatori |  |

| Arbitro: | Frigerio (Milano) |

|             |           |            |
| Cinello 47’ | Marcatori | 63’ Borghi |

| Arbitro: | Gava (Conegliano) |

|                   |           |  |
| A. Pellegrini 68’ | Marcatori |  |

| Campobasso 20 ottobre 1985 7ª giornata | Campobasso         | 0 – 0 | Catania | Stadio Giovanni Romagnoli\| Arbitro: \| D'Innocenzo (Roma) \| |
| Arbitro:                               | D'Innocenzo (Roma) |       |         |                                                               |

| Arbitro: | Esposito (Torre del Greco) |

|           |           |              |
| Picci 42’ | Marcatori | 29’ Bertozzi |

| Arbitro: | Paparesta (Bari) |

|                               |           |             |
| Braglia 61’ Borghi 76’ (rig.) | Marcatori | 59’ Fiorini |

| Arbitro: | Gabrielli (Prato) |

|                        |           |             |
| Crusco 36’ Dondoni 90’ | Marcatori | 48’ Braglia |

| Arbitro: | Baldi (Roma) |

|  |           |            |
|  | Marcatori | 34’ Urbano |

| Arbitro: | Baldas (Trieste) |

|                        |           |               |
| Ginelli 5’ Fattori 39’ | Marcatori | 81’ Mandressi |

| Arbitro: | Magni (Bergamo) |

|                   |           |  |
| A. Pellegrini 31’ | Marcatori |  |

| Arbitro: | Tarallo (Como) |

|            |           |  |
| Branca 30’ | Marcatori |  |

| Arbitro: | Frigerio (Milano) |

|                                                  |           |                        |
| Borghi 30’ (rig.) Canuti 38’ Torrente 81’ (aut.) | Marcatori | 19’ Butti 34’ Policano |

| Arbitro: | Cornieti (Forlì) |

|               |           |            |
| Gasperini 89’ | Marcatori | 9’ Luvanor |

| Arbitro: | Gava (Conegliano) |

|                        |           |             |
| Borghi 65’, 80’ (rig.) | Marcatori | 28’ Allievi |

| Arbitro: | Gabbrielli (Prato) |

|                   |           |              |
| Borghi 39’ (rig.) | Marcatori | 27’ Galluzzo |

| Arbitro: | D'Innocenzo (Roma) |

|                   |           |  |
| Pradella 45’, 50’ | Marcatori |  |

#### Girone di ritorno
| Arbitro: | Tuveri (Cagliari) |

|                                 |           |  |
| Gritti 51’ (rig.) Bonometti 38’ | Marcatori |  |

| Arbitro: | Mattei (Macerata) |

|               |           |  |
| Mandressi 15’ | Marcatori |  |

| Arbitro: | Frigerio (Milano) |

|                           |           |  |
| Gibellini 37’ Barozzi 55’ | Marcatori |  |

| Catania 16 febbraio 1986 23ª giornata | Catania          | 0 – 0 | Ascoli | Stadio Cibali\| Arbitro: \| Paparesta (Bari) \| |
| Arbitro:                              | Paparesta (Bari) |       |        |                                                 |

| Arbitro: | Magni (Bergamo) |

|  |           |                         |
|  | Marcatori | 45’ De Falco 84’ Romano |

| Arbitro: | Luci (Firenze) |

|                 |           |           |
| Panero 59’, 70’ | Marcatori | 34’ Picci |

| Arbitro: | Coppetelli (Tivoli) |

|                                    |           |  |
| Mandressi 60’ Argentesi 38’ (aut.) | Marcatori |  |

| Arbitro: | Gabbrielli (Prato) |

|                                |           |  |
| El. Nicolini 69’ Fortunato 90’ | Marcatori |  |

| Arbitro: | Vecchiatini (Bologna) |

|             |           |  |
| Garlini 49’ | Marcatori |  |

| Arbitro: | Baldas (Trieste) |

|             |           |  |
| Braglia 86’ | Marcatori |  |

| Empoli 13 aprile 1986 30ª giornata | Empoli         | 0 – 0 | Catania | Stadio Carlo Castellani\| Arbitro: \| Boschi (Parma) \| |
| Arbitro:                           | Boschi (Parma) |       |         |                                                         |

| Arbitro: | Da Pozzo (Monza) |

|            |           |  |
| Puzone 59’ | Marcatori |  |

| Palermo 4 maggio 1986 32ª giornata | Palermo          | 0 – 0 | Catania | Stadio La Favorita\| Arbitro: \| Casarin (Milano) \| |
| Arbitro:                           | Casarin (Milano) |       |         |                                                      |

| Arbitro: | Frigerio (Milano) |

|                       |           |  |
| Polenta 5’ Borghi 70’ | Marcatori |  |

| Arbitro: | Bruschini (Firenze) |

|              |           |  |
| Ferraris 48’ | Marcatori |  |

| Arbitro: | Coppetelli (Tivoli) |

|                 |           |                  |
| Borghi 32’ Rig. | Marcatori | 43’ Berlinghieri |

| Perugia 1º giugno 1986 36ª giornata | Perugia         | 0 – 0 | Catania | Stadio Renato Curi\| Arbitro: \| Magni (Bergamo) \| |
| Arbitro:                            | Magni (Bergamo) |       |         |                                                     |

| Cremona 8 giugno 1986 37ª giornata | Cremonese        | 0 – 0 | Catania | Stadio Giovanni Zini\| Arbitro: \| Cornieti (Forlì) \| |
| Arbitro:                           | Cornieti (Forlì) |       |         |                                                        |

| Arbitro: | Redini (Pisa) |

|            |           |  |
| Borghi 21’ | Marcatori |  |

### Coppa Italia

#### Primo turno
| Arbitro: | Leni (Perugia) |

|            |           |  |
| Fiorini 6’ | Marcatori |  |

| Catania 25 agosto 1985 2ª giornata | Catania          | 0 – 0 | Sampdoria | Stadio Cibali\| Arbitro: \| Casarin (Milano) \| |
| Arbitro:                           | Casarin (Milano) |       |           |                                                 |

| Arbitro: | Paparesta (Bari) |

|                     |           |                  |
| Pedrinho 78’ (rig.) | Marcatori | 84’ (aut.) Picci |

| Arbitro: | Novi (Pisa) |

|                          |           |             |
| Di Michele 60’ Lanci 84’ | Marcatori | 32’ Luvanor |

| Arbitro: | Da Pozzo (Monza) |

|                               |           |                |
| Paolucci 18’ G. Donatelli 89’ | Marcatori | 58’ Longobardo |

## Statistiche

### Statistiche di squadra
| Competizione | Punti | In casa | In casa | In casa | In casa | In casa | In casa | In trasferta | In trasferta | In trasferta | In trasferta | In trasferta | In trasferta | Totale | Totale | Totale | Totale | Totale | Totale | DR  |
| Competizione | Punti | G       | V       | N       | P       | Gf      | Gs      | G            | V            | N            | P            | Gf           | Gs           | G      | V      | N      | P      | Gf     | Gs     | DR  |
| ------------ | ----- | ------- | ------- | ------- | ------- | ------- | ------- | ------------ | ------------ | ------------ | ------------ | ------------ | ------------ | ------ | ------ | ------ | ------ | ------ | ------ | --- |
| Serie B      | 36    | 19      | 12      | 4       | 3       | 24      | 15      | 19           | 0            | 8            | 11           | 6            | 22           | 38     | 12     | 12     | 14     | 30     | 37     | -7  |
| Coppa Italia | 2     | 2       | 0       | 2       | 0       | 1       | 1       | 3            | 0            | 0            | 3            | 2            | 5            | 5      | 0      | 2      | 3      | 3      | 6      | -3  |
| Totale       |       | 21      | 12      | 6       | 3       | 25      | 16      | 22           | 0            | 8            | 14           | 8            | 27           | 43     | 12     | 14     | 17     | 33     | 43     | -10 |

### Statistiche dei giocatori
| Giocatore     | Serie B  | Serie B | Serie B     | Serie B    | Coppa Italia | Coppa Italia | Coppa Italia | Coppa Italia | Totale   | Totale | Totale      | Totale     |
| Giocatore     | Presenze | Reti    | Ammonizioni | Espulsioni | Presenze     | Reti         | Ammonizioni  | Espulsioni   | Presenze | Reti   | Ammonizioni | Espulsioni |
| ------------- | -------- | ------- | ----------- | ---------- | ------------ | ------------ | ------------ | ------------ | -------- | ------ | ----------- | ---------- |
| C. Borghi     | 36       | 10      | ?           | ?          | ?            | ?            | ?            | ?            | 36+      | 10+    | ?           | ?          |
| P. Braglia    | 33       | 3       | ?           | ?          | ?            | ?            | ?            | ?            | 33+      | 3+     | ?           | ?          |
| C. Breve      | 1        | 0       | ?           | ?          | ?            | ?            | ?            | ?            | 1+       | 0+     | ?           | ?          |
| N. Canuti     | 29       | 1       | ?           | ?          | ?            | ?            | ?            | ?            | 29+      | 1+     | ?           | ?          |
| M. De Simone  | 31       | 0       | ?           | ?          | ?            | ?            | ?            | ?            | 31+      | 0+     | ?           | ?          |
| C. Galletta   | 1        | 0       | ?           | ?          | ?            | ?            | ?            | ?            | 1+       | 0+     | ?           | ?          |
| N. Garzieri   | 3        | 0       | ?           | ?          | ?            | ?            | ?            | ?            | 3+       | 0+     | ?           | ?          |
| M. Longobardo | 33       | 0       | ?           | ?          | ?            | ?            | ?            | ?            | 33+      | 0+     | ?           | ?          |
| M. Lubbia     | 8        | 0       | ?           | ?          | ?            | ?            | ?            | ?            | 8+       | 0+     | ?           | ?          |
| Luvanor       | 23       | 1       | ?           | ?          | ?            | ?            | ?            | ?            | 23+      | 1+     | ?           | ?          |
| D. Maggiora   | 33       | 0       | ?           | ?          | ?            | ?            | ?            | ?            | 33+      | 0+     | ?           | ?          |
| R. Mandressi  | 32       | 4       | ?           | ?          | ?            | ?            | ?            | ?            | 32+      | 4+     | ?           | ?          |
| D. Marigo     | 22       | -28     | ?           | ?          | ?            | ?            | ?            | ?            | 22+      | -28+   | ?           | ?          |
| C. Onofri     | 6        | 0       | ?           | ?          | ?            | ?            | ?            | ?            | 6+       | 0+     | ?           | ?          |
| M. Onorati    | 16       | -9      | ?           | ?          | ?            | ?            | ?            | ?            | 16+      | -9+    | ?           | ?          |
| Pedrinho      | 26       | 0       | ?           | ?          | ?            | ?            | ?            | ?            | 26+      | 0+     | ?           | ?          |
| A. Pellegrini | 27       | 3       | ?           | ?          | ?            | ?            | ?            | ?            | 27+      | 3+     | ?           | ?          |
| S. Picci      | 33       | 2       | ?           | ?          | ?            | ?            | ?            | ?            | 33+      | 2+     | ?           | ?          |
| R. Picone     | 22       | 0       | ?           | ?          | ?            | ?            | ?            | ?            | 22+      | 0+     | ?           | ?          |
| A. Polenta    | 32       | 1       | ?           | ?          | ?            | ?            | ?            | ?            | 32+      | 1+     | ?           | ?          |
| P. Puzone     | 35       | 3       | ?           | ?          | ?            | ?            | ?            | ?            | 35+      | 3+     | ?           | ?          |